# Gruffacsór
„A Gruffacsór” avagy „Szajkóhukky” (eredeti címén „Jabberwocky”) Lewis Carroll talán leghíresebb verse, az Alice Tükörországban című művében található. Az angol irodalom legnagyszerűbb nonszensz verseként ismert.

## A vers eredetije

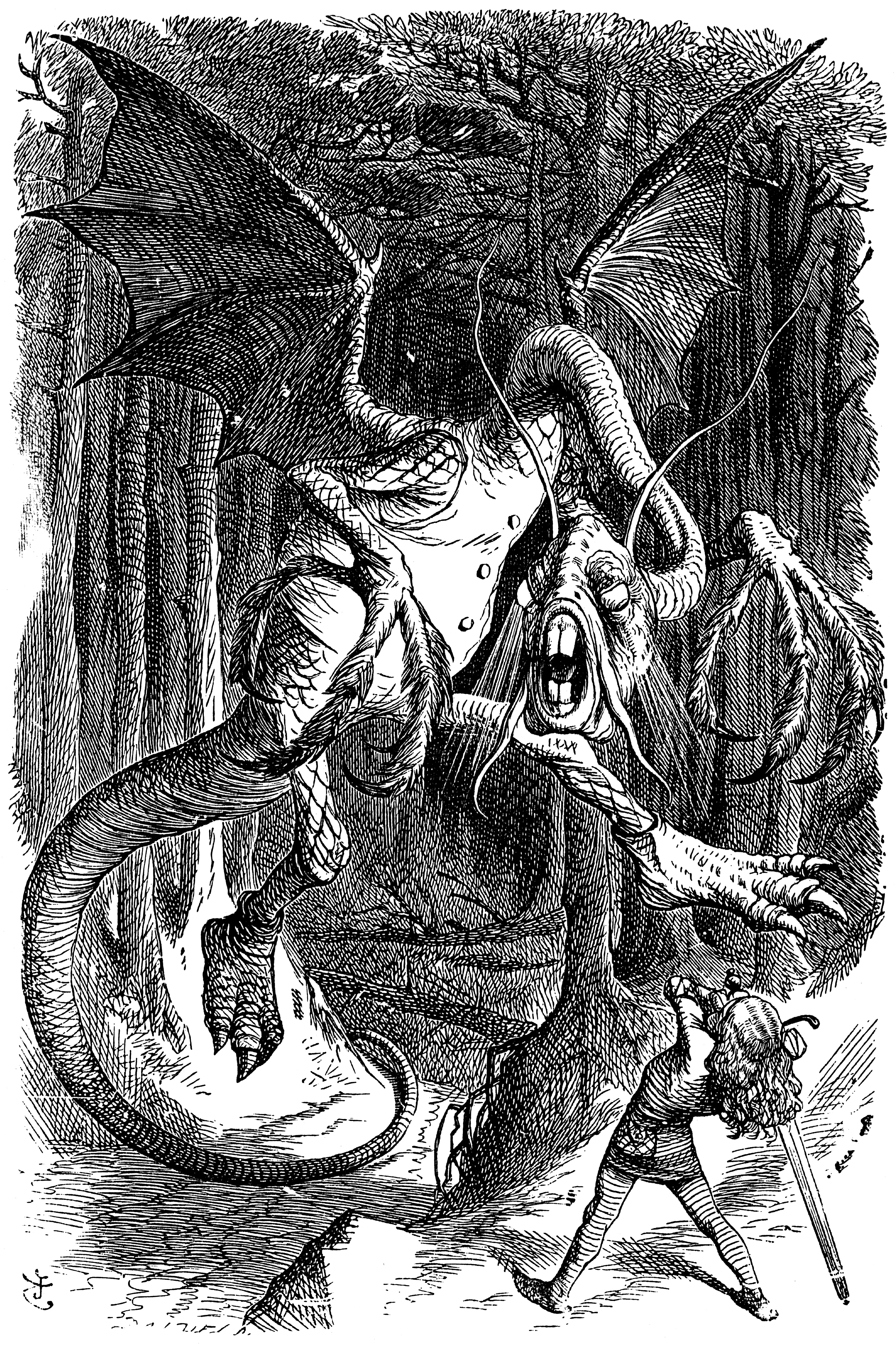
A Gruffacsór John Tenniel illusztrációjaként

| Lewis Carroll Jabberwocky 'Twas brillig, and the slithy toves Did gyre and gimble in the wabe; All mimsy were the borogoves, And the mome raths outgrabe. 'Beware the Jabberwock, my son! The jaws that bite, the claws that catch! Beware the Jubjub bird, and shun The frumious Bandersnatch!' He took his vorpal sword in hand: Long time the manxome foe he sought-- So rested he by the Tumtum tree, And stood awhile in thought. And as in uffish thought he stood, The Jabberwock, with eyes of flame, Came whiffling through the tulgey wood, And burbled as it came! One, two! One, two! And through and through The vorpal blade went snicker-snack! He left it dead, and with its head He went galumphing back. 'And hast thou slain the Jabberwock? Come to my arms, my beamish boy! O frabjous day! Callooh! Callay!' He chortled in his joy. 'Twas brillig, and the slithy toves Did gyre and gimble in the wabe; All mimsy were the borogoves, And the mome raths outgrabe. – 1871 |

## Fordításai
A „Jabberwocky” az egész világon híres lett, amikor elkészültek fordításai különböző nyelvekre. Ma már olvasható többek közt spanyolul, németül, latinul, franciául, olaszul, csehül, magyarul, oroszul, bolgárul, japánul, lengyelül és eszperantóul. A vers fordításának nehézségét az adja, hogy a kulcsszavak nagy részét Carroll maga alkotta meg meglévő szavak önkényes kombinációjából (l. szóösszerántás) vagy saját fantáziájából, amelyek egyes részeikben többé-kevésbé emlékeztetnek az eredeti fogalmakra, s azok egyfajta homályos elegyét idézik fel, vagy pusztán hangalakjukkal hatnak az olvasó képzeletére.
A fordítók egy része megpróbálta visszakövetkeztetni az újonnan alkotott fogalmakból az eredetileg felhasznált, illetve az angol nyelvű beszélő által esetleg beleértett szavakat, s ezek célnyelvi szinonimáinak kombinálásával próbált hasonló képzettársításokra vezető megfelelőket találni, nyelve morfológiáját, hangutánzó-hangulatfestő eszközeit és a spontán asszociációs hatásokat figyelembe véve. Mások úgy oldották meg ezt a problémát, hogy a Carroll által alkotottakhoz hasonló hangzású új szavakat találtak ki saját nyelvükön.

### Magyar fordításai
A versnek két széles körben ismert magyar változata létezik: Tótfalusi István fordítása, illetve Weöres Sándor fordítása.

### Példák az első versszakra más nyelveken
| Francia (Frank L. Warrin) | Német (Robert Scott) | Lengyel (Stanisław Barańczak)                                                                                         | Bolgár (Lazar Goldman és Sztefan Gecsev)                                                                                          | Orosz (Szamuil Marsak)                                                              |
| Il brilgue: les tôves lubricilleux Se gyrent en vrillant dans le guave. Enmîmès sont les gougebosqueux Et le mômerade horsgrave. | Es brillig war. Die schlichten Toven Wirrten und wimmelten in Waben; Und aller-mümsige Burggoven Die mohmen Räth' ausgraben. | Brzdęśniało już; ślimonne prztowie Wyrło i warło się w gulbieży; Zmimszałe ćwiły borogowie I rcie grdypały z mrzerzy. | Бе сгладне и честлинестите комбурси търляха се и сврецваха в плите; съвсем окласни бяха тук щурпите и отма равапсатваха прасурси. | Варкалось. Хливкие шорьки Пырялись по наве, И хрюкотали зелюки, Как мюмзики в мове. |

## Eredet és felépítés
A Mischmasch nevű, Carroll által szerkesztett folyóiratban jelent meg először a mű egy része, „Stanza of Anglo-Saxon Poetry” cím alatt, ekkor még csak egyetlen (az első) versszakból állt. Carroll megadta a versszak angol fordítását, ám ez teljesen eltér Dingidungi magyarázatától (az Alice Tükörországban egy későbbi fejezetében).
Roger Lancelyn Green a Times Literary Supplementben 1957. március 1-jén, valamint később a Lewis Carroll Handbookban 1962-ben felvetette, hogy a vers többi részét egy ősi germán ballada inspirálhatta. Ez az epikus költemény egy fiatal pásztorról szól, aki megöl „egy szörnyű griffet”. Ezt Lewis Carroll egy rokona, Menella Bute Smedley fordította angolra 1846-ban, évekkel az Alice-könyvek megjelenése előtt.
A Gruffacsór alakját állítólag egy oxfordi kert fája ihlette, ahol Carroll matematikusként dolgozott. A kérdéses fa hatalmas és öreg volt, kesze-kusza ágai egy polipra, vagy a görög mitológia hidrájára emlékeztették.
A vers kifejezetten figyelemreméltó, mivel bár értelmetlen szavakat is tartalmaz, a szerkezete tökéletesen követi a klasszikus angol költészetét. A mondatok szerkesztése precíz, ráadásul költői eszközöket is megfigyelhetünk: négysoros versszakokat rímekkel, jambikus időmértékkel. A „történet” pedig az értelmetlen szavak ellenére is könnyen felfogható.

## Külső hivatkozások
- Versfordítások különböző nyelvekre
- Egy másik oldal versfordításokkal
- Jargontalk (Jabberwocky-paródia)